# Solenopsis scipio
Solenopsis scipio är en myrart som beskrevs av Santschi 1911. Solenopsis scipio ingår i släktet eldmyror, och familjen myror. Inga underarter finns listade i Catalogue of Life.